# Suisse au Concours Eurovision de la chanson 1967
La Suisse a participé au Concours Eurovision de la chanson 1967 le 8 avril à Vienne, en Autriche. C'est la 12e participation suisse au Concours Eurovision de la chanson.
Le pays est représenté par la chanteuse Géraldine et la chanson Quel cœur vas-tu briser ?, sélectionnées par la SRG SSR au moyen d'une finale nationale.

## Sélection

### Concours Eurovision 1967
La Société suisse de radiodiffusion et télévision (SRG SSR), organise la sélection suisse Concours Eurovision 1967, ou Finale svizzera 1967, pour sélectionner l'artiste et la chanson représentant la Suisse au Concours Eurovision de la chanson 1967.

#### Finale
La finale suisse a lieu le 21 janvier 1967. La représentante de la Suisse à l'Eurovision de 1960 et 1964, Anita Traversi, figure également parmi les participants de la finale suisse.
Six chansons participent à la finale suisse. Les chansons sont interprétées en allemand, français ainsi qu'en italien, langues officielles de la Suisse.
| Ordre | Artiste        | Chanson                   | Langue   | Traduction              | Place |
| ----- | -------------- | ------------------------- | -------- | ----------------------- | ----- |
| 1     | Eveline Anden  | Toi                       | Français | –                       | NC    |
| 2     | Brigitt Petry  | Karussell, karussell      | Allemand | Carrousel, carrousel    | NC    |
| 3     | Milena (it)    | Farò come vuoi            | Italien  | Je ferais comme tu veux | NC    |
| 4     | Géraldine      | Quel cœur vas-tu briser ? | Français | –                       | 1     |
| 5     | Elisa Gabbai   | Abendwind                 | Allemand | Le vent du soir         | NC    |
| 6     | Anita Traversi | Non pensiamoci più        | Italien  | N'y pensons plus        | NC    |

Lors de cette sélection, c'est la chanson Quel cœur vas-tu briser ?, interprétée par la chanteuse Géraldine, qui fut choisie. Le classement des autres chansons n'est pas connu.
Le chef d'orchestre sélectionné pour la Suisse à l'Eurovision 1967 est Hans Moeckel.

## À l'Eurovision
Chaque pays a un jury de dix personnes. Chaque juré attribue un point à sa chanson préférée.

### Points attribués par la Suisse
| 7 points | Royaume-Uni            |
| 1 point  | France Italie Portugal |

Géraldine interprète Quel cœur vas-tu briser ? en 6e position, suivant le Portugal et précédant la Suède.
Au terme du vote final, la Suisse termine 17e et dernière, n'ayant pas reçu de points,.